# Metástasis (serie de televisión)
Metástasis es una serie de televisión colombiana, producida por Sony Pictures Television para UniMás y Caracol Televisión en 2014. Es una adaptación colombiana de la aclamada serie de televisión estadounidense, Breaking Bad. Está protagonizada por Diego Trujillo, Sandra Reyes  y Julián Arango.
Ha sido emitida en Chile, Venezuela, Perú, Estados Unidos, Costa Rica y México, entre otros países.

## Argumento
Walter Blanco es un frustrado profesor de química en un instituto, padre de un joven discapacitado, Walter Blanco Jr., y con su mujer embarazada, Cielo Blanco. Walter, además, trabaja en un lavadero de coches por las tardes. Cuando le diagnostican un cáncer pulmonar terminal se plantea qué pasará con su familia cuando él muera.
En una redada de la Policía Antinarcóticos organizada por su cuñado, Henry Navarro, reconoce a un antiguo alumno suyo, José Miguel Rosas, a quien contacta para fabricar y vender metanfetamina y así asegurar el bienestar económico de su familia. Pero el acercamiento al mundo de las drogas y el trato con traficantes y mafiosos contamina la personalidad de Walter, el cual va abandonando poco a poco su personalidad recta y predecible para convertirse en alguien sin demasiados escrúpulos cuando se trata de conseguir lo que quiere.

## Reparto
- Diego Trujillo - Walter Blanco «Jaisenber»
- Roberto Urbina - José Miguel Rosas
- Sandra Reyes - Cielo Blanco
- Julián Arango - Henry Navarro
- Cony Camelo - María Navarro
- Diego Garzón - Walter Blanco Jr.
- Luis Eduardo Arango - Saúl Bueno
- Manuel Gómez - Gustavo Cortés
- Edgardo Román - Mario Arboleda
- Diana Ángel - Lidia Barrera
- Jorge Soto - "Peto"
- Julio Pachón - Gómez
- Jairo Ordóñez - "Tripaseca"
- Héctor Mejía - "Mono"
- Ulises González - "El Gordo"
- Damián Alcázar - Tuco Salamanca
- Patricia Castaño - Carmen Molina
- Frank Ramírez † - Héctor Salamanca
- Julieth Restrepo - Juana Maldonado
- Juan Carlos Messier - Ernesto Medina
- Julio Sánchez Coccaro - Diego Maldonado
- Juan Pablo Rueda - Antonio, jefe de Henry y Gómez
- Julio Valencia - Víctor
- Matías Maldonado - Guido Bermúdez
- Óscar Luis Medina & Luis Óscar Medina - Óscar & Luis Salamanca "Los Primos"
- María Paula Forero - Andrea
- Darío Cifuentes - Bayron
- Alejandro Buitrago - Mosquera
- Mauricio Cújar - Stewart
- Constanza Hernández - Francisca
- Morris Bravo - Joaquín
- Alfonso Ávila - Colíder del grupo de Joaquín
- Silvia De Dios - Marcela
- Lucho Velasco - Edgar
- Valentina Gómez - Wendy

## Episodios
| Temporada | Episodios | Emisión original     | Emisión original         |
| Temporada | Episodios | Inicio               | Final                    |
| --------- | --------- | -------------------- | ------------------------ |
| 1         | 7         | 8 de junio de 2014   | 18 de junio de 2014      |
| 2         | 13        | 23 de junio de 2014  | 9 de julio de 2014       |
| 3         | 13        | 10 de julio de 2014  | 27 de julio de 2014      |
| 4         | 13        | 28 de julio de 2014  | 19 de agosto de 2014     |
| 5         | 16        | 20 de agosto de 2014 | 18 de septiembre de 2014 |

## Premios y nominaciones

### Premios India Catalina
| Año  | Categoría                                    | Nominado      | Resultado |
| ---- | -------------------------------------------- | ------------- | --------- |
| 2016 | Mejor actor antagónico de telenovela o serie | Frank Ramírez | Ganador   |

### Premios Tv y Novelas
| Año  | Categoría                       | Nominado      | Resultado |
| ---- | ------------------------------- | ------------- | --------- |
| 2016 | Mejor Actor de Reparto de Serie | Julian Arango | Nominado  |
| 2016 | Mejor Actor de Reparto de Serie | Diego Garzón  | Nominado  |